# Xã Deercreek, Quận Pickaway, Ohio
Xã Deercreek (tiếng Anh: Deercreek Township) là một xã thuộc quận Pickaway, tiểu bang Ohio, Hoa Kỳ. Năm 2010, dân số của xã này là 1.700 người.